# Brayan Hurtado
Brayan Yohangel Hurtado Cortesía (Puerto Ordaz, 21 giugno 1999) è un calciatore venezuelano, attaccante del Miramar Misiones in prestito dal Dep. Antofagasta.

## Carriera

### Nazionale
Ha esordito con la nazionale venezuelana il 14 ottobre 2021, nella partita di qualificazione al Mondiale 2022 persa per 3-0 contro il Cile.

## Statistiche

### Cronologia presenze e reti in nazionale
| Cronologia completa delle presenze e delle reti in nazionale ― Venezuela | Cronologia completa delle presenze e delle reti in nazionale ― Venezuela | Cronologia completa delle presenze e delle reti in nazionale ― Venezuela | Cronologia completa delle presenze e delle reti in nazionale ― Venezuela | Cronologia completa delle presenze e delle reti in nazionale ― Venezuela | Cronologia completa delle presenze e delle reti in nazionale ― Venezuela | Cronologia completa delle presenze e delle reti in nazionale ― Venezuela | Cronologia completa delle presenze e delle reti in nazionale ― Venezuela |
| Data                                                                     | Città                                                                    | In casa                                                                  | Risultato                                                                | Ospiti                                                                   | Competizione                                                             | Reti                                                                     | Note                                                                     |
| ------------------------------------------------------------------------ | ------------------------------------------------------------------------ | ------------------------------------------------------------------------ | ------------------------------------------------------------------------ | ------------------------------------------------------------------------ | ------------------------------------------------------------------------ | ------------------------------------------------------------------------ | ------------------------------------------------------------------------ |
| 14-10-2021                                                               | Santiago del Cile                                                        | Cile                                                                     | 3 – 0                                                                    | Venezuela                                                                | Qual. Mondiali 2022                                                      | -                                                                        | 74’                                                                      |
| 11-11-2021                                                               | Quito                                                                    | Ecuador                                                                  | 1 – 0                                                                    | Venezuela                                                                | Qual. Mondiali 2022                                                      | -                                                                        | 65’                                                                      |
| 16-11-2021                                                               | Caracas                                                                  | Venezuela                                                                | 1 – 2                                                                    | Perù                                                                     | Qual. Mondiali 2022                                                      | -                                                                        | 78’                                                                      |
| Totale                                                                   |                                                                          | Presenze                                                                 | 3                                                                        |                                                                          | Reti                                                                     | 0                                                                        |                                                                          |

## Palmarès

### Club

#### Competizioni nazionali
- Copa Venezuela: 1

Mineros: 2017